# Alfred Schmid
Alfred Schmid (Pseudonyme: Fred Schmid, Georg Sebastian Faber; * 29. Januar 1899 in Glarus; † 31. Dezember 1968 in Freiburg im Breisgau) war ein Schweizer Naturwissenschaftler, Erfinder, Philosoph und eine bedeutende Persönlichkeit in der Jugendbewegung.

## Leben

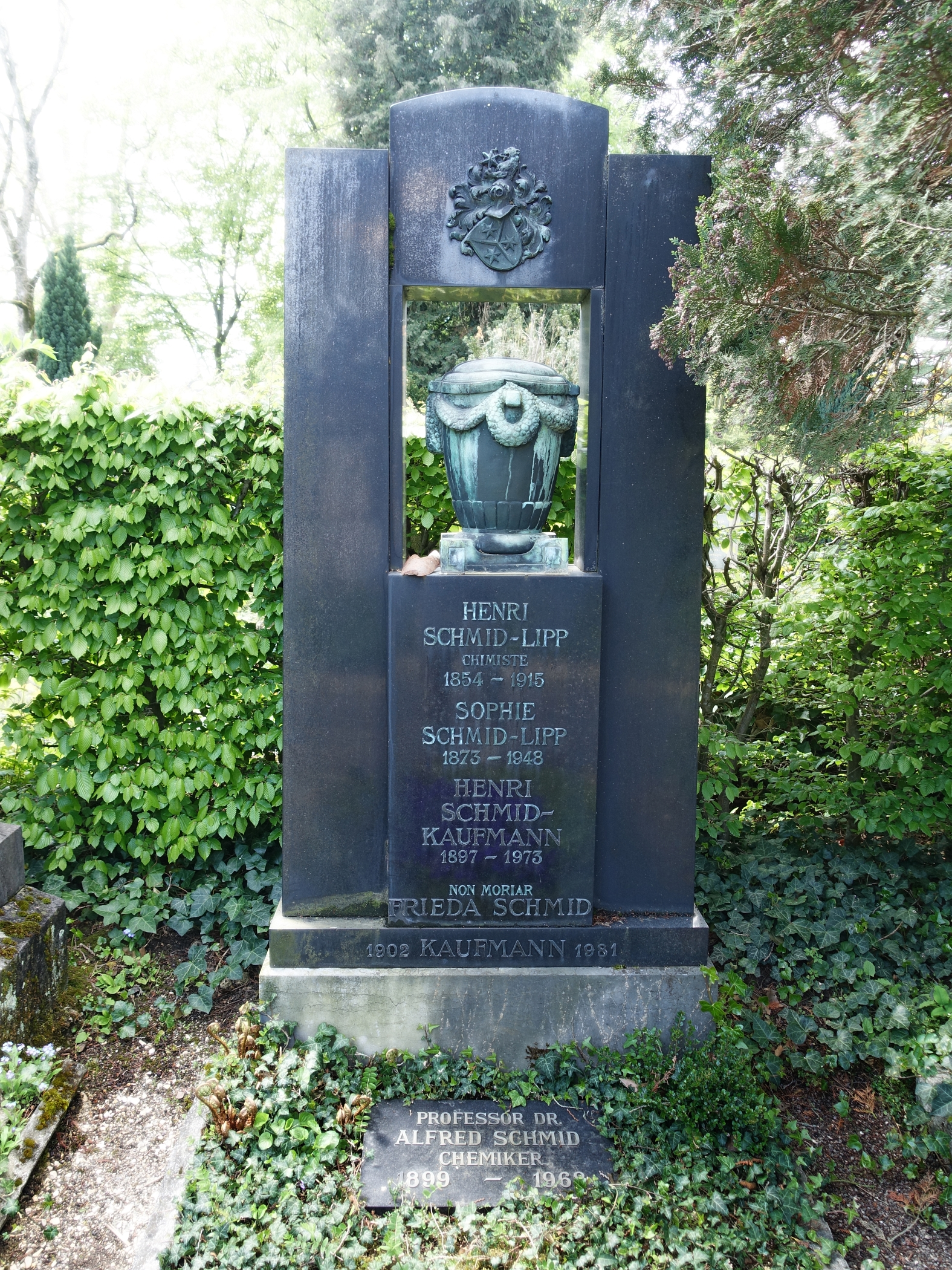
Schmids Familiengrab auf dem Wolfgottesacker in Basel

Alfred Schmid war ein Sohn des Chemikers Henri Schmid (1854–1915) und der Sophie, geborene Lipp (1873–1948). Nach dem Studium der Naturwissenschaften wurde er 1923 in Basel promoviert und ein Jahr darauf habilitiert. Seine Berufung zum Extraordinarius für spezielle physikalische Chemie erfolgte 1928. Bis 1932 lehrte er als außerordentlicher Professor für Physikalische Chemie an der Universität Basel.
Danach lebte er in Berlin, wo er vor allem durch seine Tätigkeit in der Jugendbewegung bekannt war. Ihm ging als Besitzer eines Privatflugzeuges der Ruf, reich zu sein, voraus. 1932 half er dem Publizisten Harro Schulze-Boysen, die durch eine Polizeiaktion gegen den Herausgeber der Jugendzeitschrift Gegner Franz Jung zum Erliegen gekommene Redaktionsarbeit durch eine finanzielle Beteiligung wieder in Gang zu setzen. Ab Juli 1932 erschien dann in jeder Ausgabe des Gegners wenigstens ein Beitrag von Alfred Schmid. Dieser Schritt in die politische Wirklichkeit der Jugendbewegung war für den Homosexuellen Fred Schmid zugleich ein Schritt aus der Jugendbewegung heraus.
Bekannt wurde er vor allem durch die Gründung und Führung des Grauen Corps, eines elitären Bundes, der sich wie die dj.1.11 1930 von der Deutschen Freischar abspaltete und 1934 von den Nationalsozialisten verboten und aufgelöst wurde.
Der Kultursoziologe Nicolaus Sombart beschreibt Schmid und seine Aktivitäten in seinem Buch Jugend in Berlin. 1933–1943. Er sieht in dem „großen Führer der «hellenistischen Spätphase» der bündischen Jugendbewegung“ den charismatischen Apologeten elitärer Männerbünde, die ein Ausdruck des „deutsch-konservativen Syndroms“ seien, „dieser seltsamen deutschen Opposition gegen den Geist der Aufklärung“. Unmittelbar vor der Machtergreifung sei er noch „dem irrwitzigen Traum eines Knabenaufstandes angehangen, einer Knabenrevolution, die jenseits der Welt der Bürger, der Spießer und der Philister, der «Alten», ein deutsches Jugendreich verwirklichen wollte. Es sollte so etwas wie ein Jungenstand und -staat im Volke errichtet werden. Ein Bund der Bünde. Sein harter Kern würde ein durch strenge Auslese gebildeter, um eine Ausnahmepersönlichkeit gescharter Kreis geheimen Adels sein, persönliche Gefolgschaft ihres Führers, ein Elite-Korps jenseits von Gut und Böse, eigenen Rechts.“ Die Gestapo habe dann ein scharfes Auge auf die in alle Winde zerstreuten Veteranen des Grauen Corps gehabt.
Alfred Schmid war äußerlich eine ästhetische Erscheinung, der immer elegant und modisch gekleidet ging. 1961 beeinflusste er maßgeblich die Gründung der grauen jungenschaft. Sein Nachlass wird von der Prof. Dr. Alfred Schmid-Stiftung, Zug/Schweiz verwaltet. Die Stiftung führt auch den von Dietmar Lauermann und Walter Sauer gegründeten Verlag Die Graue Edition, in dem Werke zu Philosophie, Naturwissenschaft, Religion und Kunst verlegt werden. Ähnlich wie Hans Blüher und Gustav Wyneken gehörte Fred Schmid zu den Vertretern der Jugendbewegung, die sich für einen „pädagogischen Eros“ einsetzten, der auch sexuelle Handlungen mit Minderjährigen nicht ausschloss.
Alfred Schmid fand seine letzte Ruhestätte auf dem Wolfgottesacker in Basel.

## Veröffentlichungen
- Die Diffusionsgaselektrode. Enke, Stuttgart 1923.
- Die kinetische Katalyse. Enke, Stuttgart 1925.
- Leonardo: Brief u. Siegel. Der Weiße Ritter Verlag, Potsdam 1926.
- Zarathustras Nachfolge. O. Reichl, Darmstadt 1930.
- Aufstand der Jugend. Waldemar Hoffmann Verlag, Berlin 1932.
- Der Erzkönig: Eine Kampfschrift. Der Graue Verlag (im Waldemar Hoffmann Verlag), Berlin 1933.
- 95 Thesen über Geld und Gold: Eine Staatsgeld- und Weltgoldlehre. Der Graue Verlag (im Waldemar Hoffmann Verlag), Berlin 1935.
- als Hrsg. mit Erich Hintzsche: Conrad Türsts iatromathematisches Gesundheitsbüchlein für den Berner Schultheißen Rudolf von Erlach. Bern 1947 (= Berner Beiträge zur Geschichte der Medizin und der Naturwissenschaften. Band 7).
- Der Schwebezustand: Ein Lebenslauf der Satelliten. Denkschrift zum Geophysikalischen Jahr. Athenäum, Bonn 1957.
- Traktat über das Licht: Eine gnostische Schau. Athenäum, Bonn 1957.
- Erfüllte Zeit: Schriften zur Jugendbewegung. Hrsg. von der Prof.-Dr.-Alfred-Schmid-Stiftung. Südmarkverlag, Heidenheim 1978, ISBN 3-88258-045-3.
- Principium motus – vom Wesen der Schöpfung: eine gnostische Schau. Die Graue Edition, Zug 2007, ISBN 978-3-906336-49-7.